# 12. alpinski polk
12. alpinski polk (izvirno italijansko 12° reggimento Alpini) je bil alpinski polk Italijanske kopenske vojske.

## Zgodovina
Polk je bil aktiven v dveh različnih obdobjih in sicer med letoma 1935 in 1937 ter med letoma 1993 in 1997.

## Organizacija
- Štab

- Štabna in logistično-podporna četa
- Alpinski bataljon Pieve di Cadore